# Leiothrichidae
Leiothrichidae Swainson, 1832 è una famiglia di uccelli dell'ordine dei Passeriformi.

## Tassonomia
Sino al recente passato questo raggruppamento era considerato una sottofamiglia (Leiothrichinae) della famiglia Timaliidae.
Comprende i seguenti generi e specie:
- Genere Phyllanthus
  - Phyllanthus atripennis (Swainson, 1837)

- Genere Kupeornis
  - Kupeornis gilberti Serle, 1949
  - Kupeornis rufocinctus (Rothschild, 1908)
  - Kupeornis chapini Schouteden, 1949

- Genere Turdoides
  - Turdoides nipalensis (Hodgson, 1836) - garrulo spinoso o garrulo del Nepal
  - Turdoides altirostris (Hartert, 1909) - garrulo dell'Iraq
  - Turdoides caudata (Dumont, 1823) - garrulo comune
  - Turdoides huttoni (Blyth, 1847) - garrulo dell'Afghanistan
  - Turdoides earlei (Blyth, 1844) - garrulo striato o garrulo striolato
  - Turdoides gularis (Blyth, 1855) - garrulo golabianca
  - Turdoides longirostris (Moore, 1854) - garrulo beccosottile o garrulo beccolungo
  - Turdoides malcolmi (Sykes, 1832) - garrulo grigio o garrulo di Malcolm
  - Turdoides squamiceps (Cretzschmar, 1827) - garrulo d'Arabia
  - Turdoides fulva (Desfontaines, 1789) - garrulo fulvo
  - Turdoides aylmeri (Shelley, 1885) - garrulo squamato o garrulo scaglioso
  - Turdoides rubiginosa (Rüppell, 1845) - garrulo rossiccio
  - Turdoides subrufa (Jerdon, 1839) - garrulo rossastro o garrulo rossiccio indiano
  - Turdoides striata (Dumont, 1823) - garrulo della giungla o garrulo striato testabianca
  - Turdoides rufescens (Blyth, 1847) - garrulo beccoarancio o garrulo della giungla di Sulawesi
  - Turdoides affinis (Jerdon, 1845) - garrulo beccogiallo o garrulo testabianca
  - Turdoides melanops (Hartlaub, 1867) - garrulo dalle redini o garrulo occhigrigi
  - Turdoides sharpei (Reichenow, 1891) - garrulo bianconero di Sharpe
  - Turdoides tenebrosa (Hartlaub, 1883) - garrulo fosco
  - Turdoides reinwardtii (Swainson, 1831) - garrulo capinero
  - Turdoides plebejus (Cretzschmar, 1828) - garrulo bruno
  - Turdoides leucocephala Cretzschmar, 1826 - garrulo di Cretschmar
  - Turdoides jardineii (Smith, 1836) - garrulo sagittato o garrulo lanceolato
  - Turdoides squamulata (Shelley, 1884) - garrulo squamoso
  - Turdoides leucopygia (Rüppell, 1837) - garrulo groppabianca
  - Turdoides hartlaubii (Barboza du Bocage, 1868) - garrulo d'Angola
  - Turdoides hindei (Sharpe, 1900) - garrulo bianconero di Hinde
  - Turdoides hypoleuca (Cabanis, 1878) - garrulo bianconero settentrionale
  - Turdoides bicolor (Jardine, 1831) - garrulo bianconero meridionale o garrulo bicolore
  - Turdoides gymnogenys (Hartlaub, 1865) - garrulo guancenude

- Genere Babax
  - Babax lanceolatus (Verreaux, J, 1871)
  - Babax woodi Finn, 1902
  - Babax waddelli Dresser, 1905
  - Babax koslowi (Bianchi, 1905)

- Genere Garrulax
  - Garrulax canorus (Linnaeus, 1758)
  - Garrulax taewanus Swinhoe, 1859
  - Garrulax leucolophus (Hardwicke, 1816)
  - Garrulax bicolor Hartlaub, 1844
  - Garrulax strepitans Blyth, 1855
  - Garrulax ferrarius Riley, 1930
  - Garrulax milleti Robinson & Kloss, 1919
  - Garrulax maesi (Oustalet, 1890)
  - Garrulax castanotis (Ogilvie-Grant, 1899)
  - Garrulax sukatschewi (Berezowski & Bianchi, 1891)
  - Garrulax cineraceus (Godwin-Austen, 1874)
  - Garrulax rufogularis (Gould, 1835)
  - Garrulax konkakinhensis Eames, JC & Eames, C, 2001
  - Garrulax lunulatus (Verreaux, J, 1871)
  - Garrulax bieti (Oustalet, 1897)
  - Garrulax maximus (Verreaux, J, 1871)
  - Garrulax ocellatus (Vigors, 1831)
  - Garrulax cinereifrons Blyth, 1851
  - Garrulax palliatus (Bonaparte, 1850)
  - Garrulax rufifrons Lesson, 1831
  - Garrulax perspicillatus (Gmelin, JF, 1789)
  - Garrulax albogularis (Gould, 1836)
  - Garrulax ruficeps Gould, 1863
  - Garrulax monileger (Hodgson, 1836)
  - Garrulax pectoralis (Gould, 1836)
  - Garrulax nuchalis Godwin-Austen, 1876
  - Garrulax chinensis (Scopoli, 1786)
  - Garrulax vassali (Ogilvie-Grant, 1906)
  - Garrulax ruficollis (Jardine & Selby, 1838)
  - Garrulax galbanus Godwin-Austen, 1874
  - Garrulax courtoisi Ménégaux, 1923
  - Garrulax delesserti (Jerdon, 1839)
  - Garrulax gularis (McClelland, 1840)
  - Garrulax davidi (Swinhoe, 1868)
  - Garrulax caerulatus (Hodgson, 1836)
  - Garrulax poecilorhynchus Gould, 1863
  - Garrulax berthemyi (Oustalet, 1876)
  - Garrulax sannio Swinhoe, 1867
  - Garrulax mitratus (Müller, S, 1836)
  - Garrulax treacheri (Sharpe, 1879)
  - Garrulax merulinus Blyth, 1851
  - Garrulax annamensis (Robinson & Kloss, 1919)
  - Garrulax striatus (Vigors, 1831)
  - Garrulax lugubris (Müller, S, 1836)
  - Garrulax calvus (Sharpe, 1888)

- Genere Trochalopteron
  - Trochalopteron cachinnans (Jerdon, 1839)
  - Trochalopteron fairbanki Blanford, 1869
  - Trochalopteron lineatum (Vigors, 1831)
  - Trochalopteron imbricatum (Blyth, 1843)
  - Trochalopteron virgatum Godwin-Austen, 1874
  - Trochalopteron austeni Godwin-Austen, 1870
  - Trochalopteron squamatum (Gould, 1835)
  - Trochalopteron subunicolor Blyth, 1843
  - Trochalopteron elliotii Verreaux, J, 1871
  - Trochalopteron henrici Oustalet, 1892
  - Trochalopteron affine (Blyth, 1843)
  - Trochalopteron morrisonianum Ogilvie-Grant, 1906
  - Trochalopteron variegatum (Vigors, 1831)
  - Trochalopteron erythrocephalum (Vigors, 1832)
  - Trochalopteron chrysopterum (Gould, 1835)
  - Trochalopteron melanostigma (Blyth, 1855)
  - Trochalopteron ngoclinhense (Eames, JC, Trai & Cu, 1999)
  - Trochalopteron peninsulae Sharpe, 1887
  - Trochalopteron yersini Robinson & Kloss, 1919
  - Trochalopteron formosum Verreaux, J, 1869
  - Trochalopteron milnei David, 1874

- Genere Cutia
  - Cutia nipalensis Hodgson, 1837
  - Cutia legalleni Robinson & Kloss, 1919

- Genere Minla
  - Minla cyanouroptera (Hodgson, 1837)
  - Minla strigula (Hodgson, 1837)
  - Minla ignotincta Hodgson, 1837

- Genere Liocichla
  - Liocichla phoenicea (Gould, 1837)
  - Liocichla ripponi (Oates, 1900)
  - Liocichla omeiensis Riley, 1926
  - Liocichla bugunorum Athreya, 2006
  - Liocichla steerii Swinhoe, 1877

- Genere Actinodura
  - Actinodura egertoni Gould, 1836
  - Actinodura ramsayi Walden, 1875
  - Actinodura sodangorum Eames, JC, Trai, Cu & Eve, 1998
  - Actinodura nipalensis (Hodgson, 1836)
  - Actinodura waldeni Godwin-Austen, 1874
  - Actinodura souliei Oustalet, 1897
  - Actinodura morrisoniana Ogilvie-Grant, 1906

- Genere Leiothrix
  - Leiothrix argentauris (Hodgson, 1837)
  - Leiothrix lutea (Scopoli, 1786)

- Genere Crocias
  - Crocias langbianis Gyldenstolpe, 1939
  - Crocias albonotatus (Lesson, 1832)

- Genere Heterophasia
  - Heterophasia annectans (Blyth, 1847)
  - Heterophasia capistrata (Vigors, 1831)
  - Heterophasia gracilis (Horsfield, 1840)
  - Heterophasia melanoleuca (Blyth, 1859)
  - Heterophasia desgodinsi (Oustalet, 1877)
  - Heterophasia auricularis (Swinhoe, 1864)
  - Heterophasia pulchella (Godwin-Austen, 1874)
  - Heterophasia picaoides (Hodgson, 1839)